# Botanophila truncata
Botanophila truncata är en tvåvingeart som beskrevs av Fan 1988. Botanophila truncata ingår i släktet Botanophila och familjen blomsterflugor. Inga underarter finns listade i Catalogue of Life.